# 俄木布額爾德尼
鄂木布额尔德尼（？—1652年），17世纪札薩克圖汗部之分支和托辉特部第二代珲台吉。喀尔喀部格哷森札札赉尔的玄孙，阿什海（札萨克图汗部的祖先）的曾孙，硕垒乌巴什的儿子。
1623年，四卫拉特合兵反击阿拉坦汗王朝，硕垒乌巴什被卫拉特勇士赛因色尔滕吉刺杀。其子鄂木布额尔德尼即位“珲台吉”（本为“皇太子”音译，此后为“副王”之意）。1630年，卫拉特和硕特部首领固始汗、准噶尔部首领哈剌忽剌率军攻打阿拉坦汗王朝，鄂木布额尔德尼战败，卫拉特获得天山草原牧场。1640年9月，在塔尔巴哈台地方的乌兰伯勒奇尔卫拉特和喀尔喀会盟。鄂木布额尔德尼和喀尔喀车臣汗硕垒的儿子、札萨克图汗素巴第、土谢图汗衮布，还有卫拉特和硕特汗国的固始汗、土尔扈特的和鄂尔勒克、准噶尔汗国的巴图尔珲台吉一起会盟，制定了《喀尔喀卫拉特法典》。1652年，鄂木布额尔德尼去世，其子额磷沁罗卜藏即位。